# Ronaldinho Gomes
Ronaldinho Gomes (* 22. Januar 1979 auf São Tomé und Príncipe) ist ein ehemaliger são-toméischer Fußballspieler auf der Position eines Abwehrspielers, der für die  Fußballnationalmannschaft von São Tomé und Príncipe aktiv war.
Nachdem Gomes am 11. Oktober 2003 beim Qualifikationsspiel zur WM 2006 gegen Libyen (0:1) nur auf der Ersatzbank saß und nicht zum Einsatz kam, erfolgte einen Monat später am 16. November 2003 sein Debüt für die Falcões e Papagaios. Unter dem damaligen Trainer José Ferrez kam er im Qualifikationsspiel gegen Libyen (0:8) über die gesamte Spieldauer zum Einsatz. Für Gomes blieb es sein einziger Einsatz, das Nationalteam zog sich bis ins Jahr 2011 von allen Wettbewerben und Spielen zurück.